# Семінол (Оклахома)
Семінол (англ. Seminole) — місто (англ. city) в США, в окрузі Семінол штату Оклахома. Населення — 7146 осіб (2020).

## Географія
Семінол розташований за координатами 35°14′3″ пн. ш. 96°39′6″ зх. д. / 35.23417° пн. ш. 96.65167° зх. д. (35.234097, -96.651670).  За даними Бюро перепису населення США в 2010 році місто мало площу 36,57 км², з яких 35,15 км² — суходіл та 1,42 км² — водойми.

## Демографія
Згідно з переписом 2010 року, у місті мешкало 7488 осіб у 2899 домогосподарствах у складі 1849 родин. Густота населення становила 205 осіб/км².  Було 3408 помешкань (93/км²).
Расовий склад населення:
| - 68,3 % — білих - 18,0 % — корінних американців - 3,4 % — чорних або афроамериканців - 0,4 % — азіатів - 1,8 % — осіб інших рас |

До двох чи більше рас належало 8,1 %. Частка іспаномовних становила 4,7 % від усіх жителів.
За віковим діапазоном населення розподілялося таким чином: 27,2 % — особи молодші 18 років, 57,0 % — особи у віці 18—64 років, 15,8 % — особи у віці 65 років та старші. Медіана віку мешканця становила 34,0 року. На 100 осіб жіночої статі у місті припадало 89,9 чоловіків;  на 100 жінок у віці від 18 років та старших — 83,7 чоловіків також старших 18 років.
Середній дохід на одне домашнє господарство  становив 47 037 доларів США (медіана — 32 594), а середній дохід на одну сім'ю — 55 735 доларів (медіана — 38 977). Медіана доходів становила 32 500 доларів для чоловіків та 28 903 долари для жінок. За межею бідності перебувало 24,6 % осіб, у тому числі 29,1 % дітей у віці до 18 років та 14,4 % осіб у віці 65 років та старших.
Цивільне працевлаштоване населення становило 2535 осіб. Основні галузі зайнятості: освіта, охорона здоров'я та соціальна допомога — 24,8 %, роздрібна торгівля — 11,7 %, виробництво — 11,7 %.